# Новые Тиньгеши
Но́вые Тиньге́ши (чув. Ҫӗнӗ Тинкеш) — деревня в Старотиньгешском сельском поселении Ядринского района Чувашской Республики.

## География
Находится на равнине, расположено рядом с рекой Выла, притоком реки Сура.
Рядом с деревней находятся три пруда: Старухин вар, Верхний пруд, Нижний пруд.
Расстояние до Чебоксар 79 км, до Ядрина 27 км, до ближайшей железнодорожной станции 79 км.

## История
Деревня является околотком деревни Теньгешево (ныне д. Старые Тиньгеши)
Деревня в составе Шуматовской волости Ядринского уезда с XIX века по 1927 год, Ядринского района с 1927 по 1939 года, Советского района с 1939 по 1956 года, Ядринского района с 1956 по нынешнее время.
В 1930 году образован колхоз «Культура», функционировал до 1972 года. С 1972 года по 2017 год функционировал колхоз «Пучах».

## Число дворов и жителей
- 1858 год – 50 муж., 68 жен.
- 1906 год – 35 дворов, 80 муж., 83 жен.
- 1926 год – 44 двора, 111 муж., 121 жен.
- 1939 год – 106 муж., 129 жен.
- 1979 год – 71 муж., 80 жен.
- 2002 год – 40 дворов, 116 чел.: 68 муж., 48 жен.

| 2010 | 2012 |
| ---- | ---- |
| 99   | ↗142 |

## Известные люди из деревни
Алексеев Михаил Алексеевич — советский театральный актёр, режиссёр, переводчик.